# Абрамиха (Смоленская область)
Абрамиха — деревня в Новодугинском районе Смоленской области России. Входит в состав Извековского сельского поселения. Население — 3 жителя (2007 год).
Расположена в северо-восточной части области в 12 км к западу от Новодугина, в 10 км западнее автодороги Р134 «Старая Смоленская дорога» Смоленск — Дорогобуж — Вязьма — Зубцов. В 14 км восточнее деревни расположена железнодорожная станция Новодугино на линии Вязьма — Ржев.

## История
В годы Великой Отечественной войны деревня была оккупирована гитлеровскими войсками в октябре 1941 года, освобождена в марте 1943 года.

## Население
| 2007 | 2014 |
| ---- | ---- |
| 3    | ↘0   |